# The Master Mystery
The Master Mystery foi um seriado estadunidense de 1919, produzido pela Rolfe Photoplays, em 15 capítulos. Apresenta o mágico Harry Houdini e é a última produção do estúdio, que iniciou em 1915 e encerrou suas atividades em 1920.
A novelização do seriado, publicada em 1919, fora feita por John W. Grey e o então popular escritor de mistérios Arthur B. Reeve, que também co-escreveu o roteiro.
Do seriado original, 13 dos 15 episódios sobrevivem, preservados na “UCLA Film and Television Archives”; os dois episódios em falta são os capítulos 4 e 10, o seu paradeiro é desconhecido até o momento e se presume estarem perdidos.

## Sinopse
O agente do Departamento de Justiça Quentin Locke (Houdini) investiga um poderoso cartel protegido por um robô (referido como "The Automation") e usando a arma de gás "The Madagascar Madness".

## Elenco
- Harry Houdini ... Quentin Locke (creditado como Houdini)
- Marguerite Marsh  ... Eva Brent
- Ruth Stonehouse  ... Zita Dane
- Edna Britton  ... De Luxe Dora
- William Pike ... Paul Balcom
- Charles Graham ... Herbert Balcom
- Floyd Buckley ... Q the Automaton
- Jack Burns ... Peter Brent

## Capítulos
1. Living Death
2. The Iron Terror
3. The Water Peril
4. The Test
5. The Chemist's Shop
6. The Mad Genius
7. Barbed Wire
8. The Challenge
9. The Madagascan Madness
10. The Binding Ring
11. The Net
12. The Death Noose
13. The Flash of Death
14. The Tangled Web
15. Bound at Last or The Unmasking of the Automaton

## Dublês
Bob Rose, dublando Harry Houdini (não-creditado)